# 阿尔加罗沃 (智利)
33°23′28″S 71°41′34″W / 33.39111°S 71.69278°W
阿尔加罗沃（西班牙語：Algarrobo）是智利瓦尔帕莱索大区圣安东尼奥省的一座海滨城市，该市是智利首都圣地亚哥居民主要的度假地。北部的圣阿方索度假区（ San Alfonso del Mar，也译为“圣阿方索德米”）拥有世界上最大的室外游泳池。